# Bassa jezici
Bassa jezici skupina od (3) nigersko-kongoanska jezika iz Liberije, koja zajedno s jezicima skupina grebo (9), klao (2) i wee (9) čini dio zapadnih kru jezika. 
Predstavnici su: bassa [bsq], ukupno 408,730 u Liberiji i Sijera Leoni; dewoin ili de, dei, dewoi [dee], 8,100; i gbii ili gbee [ggb] 5.600 (Vanderaa 1991).

## Vanjske poveznice
- Ethnologue (14th)
- Ethnologue (15th)